# 山野史人
山野 史人（やまの ふびと、1941年5月19日 - ）は、日本の男性俳優、声優。本名：山野 進（やまの すすむ）。大阪府大阪市出身。身長174cm、血液型はB型。劇団青年座所属。

## 来歴
大阪府立東住吉高等学校、日本大学藝術学部演劇学科卒業後、1967年4月に劇団青年座に入団。同年11月の舞台『鳥たちは空をとぶ』で役者デビュー。以後、舞台、テレビドラマなどに出演するほか、声優としても活躍している。
1970年、初井言榮と結婚するも1990年に死別。
1998年9月19日に青年座の劇団員だった山野留美子と再婚。

## 人物
趣味は野球、スキー、殺陣。

## 出演作品（俳優）

### テレビドラマ
- 怪奇大作戦 第1話「壁ぬけ男」（1968年9月15日、TBS / 円谷プロ） - 整備員 役
- 特別機動捜査隊（558）「野獣の棲む街」（1972年7月12日、NET/東映） - 吉岡哲 役
- NHK大河ドラマ
  - 新・平家物語（1972年） - 源為宗 役
  - 花神（1977年） - 橋役人 役
  - いのち（1986年） - 乗客 役
  - 八代将軍吉宗（1995年）
  - 武蔵 MUSASHI（2003年）
  - 功名が辻（2006年） - 家臣 役
  - 八重の桜（2013年） - 簗瀬三左衛門 役
- マッチ箱の家 （1972年、NTV）
- 雑居時代 第4話「マダム事始め」（1973年、NTV/ユニオン映画） - 喫茶店の客
- 真田太平記
- Gメン'75　第333話 「悪魔を呼ぶ子供」（1981年、TBS）
- ニュードキュメンタリードラマ昭和 松本清張事件にせまる 第19回「甘粕正彦の死」（1984年、ANB）
- 忠臣蔵（1985年、NTV） - 早水藤左衛門 役
- スケバン刑事（1985年、CX） - 沢入 役
- このこ誰の子? 第16話「旅の終り・鎌倉」（1986年、CX）
- おもいっきり探偵団 覇悪怒組 第6話「透明人間」（1987年、CX）
- ドラマスペシャル「半熟ウィドゥ! 未亡人は18才」（1987年、ANB）
- 火曜サスペンス劇場（NTV系）
  - 突然、夫に死なれて（1990年、NTV映像センター）
  - 死の人工呼吸（1994年）
  - おかしな夫婦（1995年、東映）
  - 警部補 佃次郎4「仮説の行方」（1997年、テレパック） - 久本祥三 役
  - わが町9「妻殺しをたくらむ夫の眼前で妻がレイプ―大都会の闇にうごめく悪の連鎖」（1997年）
  - 地方記者・立花陽介10「伊豆大島通信局」（1997年、オセロット）
  - 指名手配3（2000年）
  - 警視庁鑑識班13（2002年） - 逢坂園長
  - 弁護士・朝日岳之助21 空白の時間（2004年12月14日、日本テレビ/国際放映）
- 土曜ワイド劇場（テレビ朝日系）
  - 会津磐梯、婚前旅行殺人事件（土曜ワイド劇場）（1989年、ANB / C.A.L）
  - 牟田刑事官事件ファイル「横浜〜八王子〜伊良湖、殺人ラインの女たち」（1990年、ANB）
  - 牟田刑事官事件ファイル「九州〜耶馬溪―四国八幡浜、人妻ひとり旅のなぞ?」（1991年、ANB）
  - 100の資格を持つ女〜ふたりのバツイチ殺人捜査〜第5作目（2011年10月15日、テレビ朝日 / 朝日放送） - 辻村健作 役
- 誘惑（1990年、TBS）
- 外科医有森冴子 第1シリーズ 第1話「離婚した夫にガン宣告!メスが切り裂く男女の絆 前妻と後妻の愛が揺れる」（1990年、NTV）
- 七人の女弁護士「極道の妻 真夜中の殺人ダイヤル!」（1991年、TBS）
- 妻たちの劇場 / 赤い殺意（1991年、CX / 大映テレビ） - 和田肇 役
- 熱血!新入社員宣言（1991年、TBS系）
- ドラマ30・命ささえて（1993年、毎日放送）
- 浅虫温泉放火事件（1993年1月22日、CX）
- さわやか3組（1996年、NHK教育テレビ）
- 小樽殺人事件（1996年4月1日、TBS）
- 闇のパープル・アイ（1996年、ANB）
- 続・星の金貨（1996年、NTV）
- サイコメトラーEIJI（1997年、NTV）
- 月曜ドラマスペシャル
  - 「浅見光彦シリーズ (TBSのテレビドラマ)9」（1997年） - 広田医師
- さしすせそ!?（花王 愛の劇場）（1997年 TBS）
- 神様、もう少しだけ（1998年、CX）
- 櫂（1999年、NHK-BS2）
- 玩具の神様（1999年、NHK-BS2）
- 仮面ライダーアギト 第18話「新しいボス」・第19話「解散決定?」（2001年、ANB） - 警視庁幹部 役
- 山田太一ドラマスペシャル 「香港明星迷」（2002年、テレビ東京）
- ざこ検事 潮貞志の事件簿（2002年12月2日、TBS系）
- 生き残れ（2005年、NHK） - 勝呂啓二 役
- 弁護士高見沢響子7（2005年、TBS系）
- 十津川警部シリーズ35 金沢加賀殺意の旅（2005年7月4日、TBS系） - 羽田弁護士 役
- ほんとにあった怖い話（2005年、CX） - 上条先生 役
- アンフェア 第2話（2006年、関西テレビ・CX） - 岩崎書房の局長 役
- セーラー服と機関銃（2006年、TBS） - 祭りの客 役
- 堀部安兵衛（2007年、NHK） - 鮫屋主人 役
- 華麗なる一族（2007年3月4日、3月11日、3月18日OA TBS系） - 裁判長 役
- 水戸黄門 第38部 第13話「弥七に恋した影の女・尾張」（2008年、TBS系） - 音羽孫右衛門 役
- パズル 第6話（2008年5月23日、テレビ朝日） - 刑事 役
- 監査法人（2008年、NHK） - 工場長 役
- CHANGE（2008年、フジテレビ） - 綿見大一郎 役
- 温泉へGo!（2008年、TBS） - 石田 役
- リミット -刑事の現場2-（2009年、NHK） - 住人 役
- アイシテル〜海容〜（2009年、NTV） - 柏木武雄 役
- 白洲次郎（2009年、NHK）
- 仮面ライダーW（2010年、テレビ朝日） - フランク白銀（白銀匡） 役
- まいど238号（2010年、NHK） - 中島 役
- 検事・鬼島平八郎（2010年、テレビ朝日 / 朝日放送）
- 坂の上の雲（2010年、NHK） - 伊東祐亨 役
- どんど晴れスペシャル（2011年、NHK） - 佐々木平治 役
- JIN-仁-（2011年、TBS）
- 高校生レストラン（2011年、NTV系） - 企業採用担当者 役
- 十津川警部シリーズ45 志賀高原殺人事件（2011年10月10日、TBS系） - 高木 役
- 愛・命 〜新宿歌舞伎町駆け込み寺〜（2011年12月17日）
- Answer〜警視庁検証捜査官 第7話（2012年5月30日、テレビ朝日） - 宗方一樹 役
- 赤い糸の女 第18話（2012年9月26日、東海テレビ） - 寺坂今朝義 役
- 幸せの時間（2012年、東海テレビ） - 浅倉安昭 役
- 相棒 season11 第16話（2013年2月20日、テレビ朝日） - 北島治彦 役
- 確証〜警視庁捜査3課 第7話（2013年5月27日、TBS） - 永倉洋三  役
- 水曜ミステリー9（テレビ東京）
  - 旅行作家・茶屋次郎11 日光鬼怒川殺人事件（2013年6月5日） - 工藤利光  役
- NHKスペシャル 未解決事件 File.03 尼崎殺人死体遺棄事件（2013年6月9日） - 門脇政雄 役
- 月曜ゴールデン（TBS）
  - ツインズ〜早乙女兄弟の推理日誌〜（2014年1月27日） - 松山裕一 役
- 緊急取調室（2014年2月6日、テレビ朝日） - 後援会会員 役
- 吉原裏同心 最終話（2014年9月18日、NHK） - 岡藩江戸家老 役
- SAKURA〜事件を聞く女〜（2014年10月20日 - 、TBS） - 松田隆治 役
- プラチナエイジ（2015年、東海テレビ） - 医師 役
- かぶき者 慶次（2015年） - 吉田格之介 役
- 新・ミナミの帝王 第11作 奨学金とオレオレ詐欺（2016年1月17日、関西テレビ） - 石井 役
- ヒガンバナ〜警視庁捜査七課〜（2016年3月16日、日本テレビ） - 原告側弁護士 役
- 警視庁・捜査一課長（2018年5月10日、テレビ朝日）
- ドラマ特別企画 十津川警部シリーズ6 日光・恋と裏切りの鬼怒川（2018年9月10日、TBS） - 竹宮雪道 役[6]
- 日曜プライム（テレビ朝日）
  - 西村京太郎トラベルミステリー 第70作スペシャル 十津川警部VS鉄道捜査官・花村乃里子（2019年3月17日） - 小田啓輔 役
  - 法医学教室の事件ファイル47（2020年） - 藤田伸三 役
- 連続テレビ小説 エール（2020年、NHK） - 町人 役
- 夫の家庭を壊すまで 第6話（2024年8月19日、テレビ東京） - 月城進の父 役
- 晩酌の流儀3 第10話（2024年9月7日、テレビ東京） - 野沢剛志 役
- 孤独のグルメ 2024大晦日スペシャル（2024年12月31日、テレビ東京） - マルシェおじいさん 役

### 配信ドラマ
- 新聞記者（2022年1月13日配信、Netflix） - 内閣総理大臣 役（声の出演）

### 映画
- 植村直己物語（1986年、東宝） - 片岡 役
- おろしや国酔夢譚（1992年、東宝 / 大映）
- 仮面ライダーW FOREVER AtoZ/運命のガイアメモリ（2010年、東映） - フランク白銀 （白銀匡）役（友情出演）

### 舞台
- 青年座『鳥たちは空をとぶ』（1967年）
- 青年座『蠍を飼う女』（1970年） - 健二 役
- 青年座『三文オペラ』（1973年）
- 紀伊國屋ホール『三将』（1978年）
- 青年座『ドラム一発!マッドマウス』（1980年）
- 俳優座劇場『冒険ダン吉の冒険』（1981年）
- 本多劇場『明治の柩』（2000年） - 角袖の斎藤巡査
- 本多劇場『悔しい女』（2001年）
- 青年座『フユヒコ』（1997年／1999年／2002年 - 2003年／2008年） - 寺田冬彦 役
- 新国立劇場『かもめ』（2002年） - ソーリン 役
- 青年座『カゾクカレンダー』（2003年） - 船越秀男 役
- 世田谷パブリックシアター・観世栄夫演出『子午線の祀り』（2004年） - 悪七兵衛景清 役
- 青年座『殺陣師段平』（2004年 - 2006年） - 兵庫市（道具方）、金澤（歩方） 役
- 青年座『妻と社長と九ちゃん』（2005年 - 2011年） - 春日浩太郎 役
- 青年座『夢・桃中軒牛右衛門の』（2005年） - 桃中軒雲右衛門 役
- 青年座『評決　－昭和三年の陪審裁判』（2006年） - 木村 役
- 日本劇団協議会主催『わが家』（2007年） - 行道 役
- 世田谷パブリックシアター・野村萬斎演出『国盗人』（2007年） - 一郎、市長 役
- 彩の国さいたま芸術劇場・蜷川幸雄演出『オセロー』（2007年） - 元老院議員1 役
- 青年座『千里眼の女』（2009年） - 山川健次郎 役
- 加藤健一事務所『パパ、I LOVE YOU!』（2009年） - サー・ウィロビー・ドレーク 役
- 新国立劇場『ゴドーを待ちながら』（2011年） - ポッツォ 役
- 青年座・宮本研作『ほととぎす・ほととぎす』（2011年） - 片岡中将(弥の一番) 役
- 新国立劇場 『テンペスト』（2014年） - ゴンザーロー 役
- 青年座 『UNIQUE NESS』（2014年） - デイヴィッド・グレイ 役
- 青年座 『地の乳房』（2014年） - 久助 役
- 日韓演劇交流センター 韓国現代戯曲 ドラマリーディング Vol.7『五重奏』（2015年） - キム・キプン 役
- 青年座 『第十七捕虜収容所』（2015年） - ナチ大尉 / ジュネーブ監察官 役
- 青年座 『俺の酒が呑めない』（2016年） - 玄戸一朗 役
- 青年座 『天一坊十六番』（2016年） - 百姓男 役
- 青年座 『フォーカード』（2016年） - 立花秀雄 役
- ala Collectionシリーズvol.9 日本近代古典傑作選『息子』（2016年） - 捕吏 役
- トローチ第3回公演 『エキスポ』（2017年）
- 新国立劇場 『マリアの首 －幻に長崎を想う曲－』（2017年） - 老人 役
- 青年座 『旗を高く掲げよ』（2017年） - コンラート・シュルツ 役
- ONEOR8 『グレーのこと』（2017年） - 杉下 役
- 青年座・長田育恵作 『砂塵のニケ』（2018年） - 佐久間勉 役
- 青年座 『安楽病棟』（2018年） - 三須 役
- 青年座 『ぼたん雪が舞うとき』（2018年） - 夫（B組） 役
- 青年座 『残り火』（2018年） - 滝本学 役
- 青年座 『砂塵のニケ』（2018年-2020年） - 佐久間勉 役
- BIG TREE THEATER 『ありがとサンキュー！』（2020年） - 吉間磯吉 役
- 青年座 『アルビオン』（2021年） - ポール・ウォルターズ 役
- 新国立劇場 『貴婦人の来訪』（2022年） - 執事ボビー 役
- 東京芸術劇場シアターウエスト 『ある王妃の死』（2022年） - 野村靖 役
- イッツフォーリーズ 『てだのふあ』（2022年） - おじやん 役
- プテラノドン『青春にはまだはやい』（2024年）[7]

### Vシネマ
- 仮面ライダーアクセル（2011年） - フランク白銀（白銀匡） 役

### その他
- 新婚さんいらっしゃい!（桂三枝（現・六代目桂文枝）の代理）

## 出演作品（声優）

### テレビアニメ
1984年
- 巨神ゴーグ（老人A）
- 重戦機エルガイム（ニコマコス）

1985年
- ダーティペア（検死官、管理人）

1986年
- 青春アニメ全集「野菊の墓」（新吉）

1989年
- 獣神ライガー（ヒロシの祖父）

1996年
- 家なき子レミ（ヴィタリス）
- シンデレラ物語（ノエ）

1997年
- EAT-MAN（デュソリエ）
- 中華一番!（カユウ大師）
- フォーチュン・クエストL（ステア・ブーツ）
- 名探偵コナン（三上大輔）

1998年
- ポポロクロイス物語
- MASTERキートン（オックス・ベイヤー）

1999年
- ヨシモトムチッ子物語（サンシキリギリス）
- ワイルドアームズ トワイライトヴェノム（バクアイ）

2004年
- アズサ、お手伝いします!（住職）
- 魔法少女隊アルス（ウィル）
- MONSTER（2004年 - 2005年、ベルンハルト）

2007年
- 蒼天の拳（王）

2014年
- ドラえもん（テレビ朝日版第2期）（2014年 - 2017年、博士、おとのさま）

2020年
- ひぐらしのなく頃に業（2020年 - 2021年、公由喜一郎） - 2シリーズ

### OVA
- 銀河英雄伝説（1992年、ホフマイスター）
- 魔界転生（1998年、柳生但馬守）

### 劇場アニメ
- 映画ドラえもん のび太の人魚大海戦（2010年、ブイキン）
- クレヨンしんちゃん 嵐を呼ぶ黄金のスパイ大作戦（2011年、ヘガデル博士）

### ゲーム
2004年
- ラチェット&クランク3 突撃!ガラクチック★レンジャーズ（ドクター・ネファリウス）

2005年
- ラチェット&クランク4th ギリギリ銀河のギガバトル（ドクター・ネファリウス）

2007年
- ソニックと秘密のリング（ソロモン王）
- レイトン教授と悪魔の箱（アンソニー〈老人〉）

2008年
- ラチェット&クランク FUTURE外伝 海賊ダークウォーターの秘宝（ドクター・ネファリウス）

2009年
- ラチェット&クランク FUTURE2（ドクター・ネファリウス）
- レイトン教授と魔神の笛（ドーランド・ノーブル）

2011年
- ラチェット&クランク オールフォーワン（ドクター・ネファリウス）

2013年
- BEYOND: Two Souls（マグラス将軍）
- プレイステーション オールスター・バトルロイヤル（ドクター・ネファリウス）

2015年
- ドラゴンクエストVIII 空と海と大地と呪われし姫君（オディロ修道院長）

2016年
- ラチェット&クランク THE GAME（ドクター・ネファリウス）

2021年
- ラチェット&クランク パラレル・トラブル（ドクター・ネファリウス）

### 吹き替え

#### 担当俳優
イアン・ホルム
- アビエイター（フィッツ教授）
- 普通じゃない（ナヴィル）※テレビ朝日版
- ホビット 思いがけない冒険（ビルボ・バギンズ〈老年期〉）
- ホビット 決戦のゆくえ（ビルボ・バギンズ〈老年期〉）
- リストランテの夜（パスカル）
- ロード・オブ・ザ・リング（ビルボ・バギンズ）
- ロード・オブ・ザ・リング/王の帰還（ビルボ・バギンズ）

ジェームズ・クロムウェル
- イレイザー（ウィリアム・ドナヒュー）※日本テレビ版
- エンジェルス・イン・アメリカ（ヘンリー医師）
- スピーシーズ2（セナター・ジャドソン・ロス）※フジテレビ版
- スペース カウボーイ（ボブ・ガーソン）※日本テレビ版
- ラリー・フリント（チャールズ・キーティング）

ジョン・ヴォイト
- バーシティ・ブルース（バド・キルマー）
- ミッション:インポッシブル（ジム・フェルプス）※ソフト版
- レインメーカー（レオ・F・ドラモンド）

#### 映画
- アーネスト、監獄に行く!（ボビー、弁護士）
- アザー・ピープルズ・マネー（アーサー〈R・D・コール〉）
- アステロイド/最終衝撃（サイモンズ将軍〈グレイグ・スタウト〉）※ソフト版
- アニー2（イーライ・イオン教授〈イアン・マクダーミド〉）
- 雨の日にふたたび（ロイド大佐、兵隊1、ダイアン）※フジテレビ版
- 嵐の中で輝いて（ホルスト・ドレッシャー）※ソフト版
- 阿羅漢（将軍）※日本テレビ版
- アルフ ファイナル・スペシャル（ナイジェル・ネヴィル〈デニス・クリーガン〉、モーテルの夜番）
- アラン・ドロンのゾロ ※テレビ朝日版
- インファナル・アフェアシリーズ（ホン・サム〈エリック・ツァン〉）
  - インファナル・アフェア ※テレビ東京版
  - インファナル・アフェア 無間序曲 ※テレビ東京版
  - インファナル・アフェアIII 終極無間 ※BSジャパン版
- ウィロー（アルドウィン長老〈ビリー・バーティ〉）※TBS版
- ウエスト・サイド物語（ドク）※テレビ東京版
- ウォール・ストリート（ルイス・ゼイベル〈フランク・ランジェラ〉）
- 宇宙冒険旅行（ジョセフ・カルティエ〈パトリック・ノウルズ〉）※テレビ新録版
- エース・ベンチュラ（ロン・キャンプ〈ウド・キア〉）
- エイト・ヘッズ（トミー〈ジョー・ペシ〉）
- エクソダス:神と王（セティ〈ジョン・タトゥーロ〉）
- SF謎の宇宙船遭遇（ニール・ケルソー、エース・ランドン、声1、司令官2、アナウンサー8）
- XYZマーダーズ（トレンド〈エドワード・R・プレスマン〉）
- エバー・アフター（フランシス王〈ティモシー・ウェスト〉）
- L.A.コンフィデンシャル（エリス・ローウ地方検事〈ロン・リフキン〉）※ソフト版
- オースティン・パワーズシリーズ（バジル・エクスポジション〈マイケル・ヨーク〉）
  - オースティン・パワーズ
  - オースティン・パワーズ:デラックス
  - オースティン・パワーズ ゴールドメンバー
- 王になった男（パク・チュンソ〈キム・ミョンゴン〉）※BSジャパン版
- 狼たちの街（トーマス・ティムズ将軍〈ジョン・マルコヴィッチ〉）※ソフト版、（エラニー・クーリッジ〈チャズ・パルミンテリ〉）※テレビ東京版
- おばあちゃんの贈り物（ノーム〈リチャード・メイサー〉）※NHK版
- オペレーション（フィリップ・プリエ大尉 / サメ〈ジャン・レノ〉）※ビデオ版
- オレはギャング ガーディニア（ピエール）
- ガーデン（ベン・カーター〈マルコム・マクダウェル〉）
- ガジュラ（ラルフ・ヘイル博士）
- 風と共に去りぬ（ジェラルド・オハラ〈トーマス・ミッチェル〉）※テレビ東京版
- ガタカ（ヒューゴ捜査官〈アラン・アーキン〉）
- カナディアン・エクスプレス（ナイグロ〈アンドリュー・ローズ〉）※フジテレビ版
- カフス!（ミスター・チャン〈アキ・アレオン〉）
- キックボクサー（タオ・リウ）
- キャノンズ（ヨーゼフ・グリマー〈ポール・コスロ〉、警官〈ジョン・フィン〉）
- キャンディマン（フィリップ・パーセル教授〈マイケル・カルキン〉）
- キング・オブ・ハーレー（チャーリー〈リノ・サンダー〉）※テレビ東京版
- クイック&デッド（エース・ハンロン〈ランス・ヘンリクセン〉）※ソフト版
- クライング・フリーマン
- グラスハウス（ベグレイター〈ブルース・ダーン〉）※テレビ朝日版
- クリフハンガー（フランク〈ラルフ・ウェイト〉）※日本テレビ版
- グリマーマン（ハリス警部補）※テレビ朝日版
- クリムゾン・タイド（ウォルターズ先任伍長〈ジョージ・ズンザ〉）※日本テレビ版
- クレイジー・ピープル（モート〈ディック・キューザック〉）
- ゲーム（ジム・ファインゴールド〈ジェームズ・レブホーン〉）※テレビ朝日版
- ゲット スマート（シーグフリード〈テレンス・スタンプ〉）※ソフト版
- ケロッグ博士（ジョン・ハーヴェイ・ケロッグ博士〈アンソニー・ホプキンス〉）※ビデオ版
- 恋におぼれて（エド〈ネスビット・ブレーズデル〉）
- 恋の時給は4ドル44セント（バド・ダッジ〈ジョン・M・ジャクソン〉）
- コマンドー軍団3（ストーン）
- 最新・最強・最速のヒーロー/ザ・フラッシュ（ペトローリ）※ビデオ版
  - ザ・フラッシュ2（ジョー・クライン〈リチャード・ベルザー〉）※ビデオ版
- ザ・グリード（サイモン・キャントン〈アンソニー・ヒールド〉）※ソフト版
- THE CROW/ザ・クロウ（カーヴ〈イギー・ポップ〉）
- サッカー・ドッグ ヨーロッパ選手権（ミルトン・ギャラガー〈オーソン・ビーン〉）
- ザ・トレイン（アンドラメレク教授〈ボー・スヴェンソン〉）
- ザ・ハリケーン（ルービン・カーター〈デンゼル・ワシントン〉）※ソフト版
- サマーシュプール/ぶっ飛び!ダイナマイト・レース（ダン・セルビー〈マージョー・ゴートナー〉）
- 三十四丁目の奇蹟（R・H・メイシー）※テレビ版
- サンタクロース ※テレビ朝日版
- 幸せのレシピ（セラピスト〈ボブ・バラバン〉）
- JFK（マーティン〈ジャック・レモン〉）※ソフト版
- ジェシカおばさんの事件簿/ふたつの墓の謎（チャールス・ホッブス）
- シェナンドー河
- ジェニファーの明日 あなたを抱きしめさせて（サンダース医師〈フィッシャー・スティーヴンス〉）※NHK版
- 史上最大の作戦（ジョン・ハワード少佐〈リチャード・トッド〉、ヴェルナー・プルスカット少佐〈ハンス・クリスチャン・ブレヒ〉）※テレビ東京版
- 死の標的（モンキー、チコ、医師〈アール・ボーエン〉）※ソフト版
- シャドー（クリスチャーノ・ベルティ〈ジョン・シュタイナー〉）
- ジュニア（ラリー〈ダニー・デヴィート〉）※テレビ朝日版
- ジョー、満月の島へ行く（フランク・ワトゥーリ〈ダン・ヘダヤ〉）
- ジョーイ/小さな冒険者
- 消滅水域（ピアマン〈ピーター・フォーク〉）
- ジョニー・イングリッシュ（ペガサス〈ティム・ピゴット＝スミス〉）※劇場公開版
- ジョン・キャンディの夢におまかせ（ミッキー〈ザック・グルニエ〉）
- シルガ
- シルバー・ブリット/死霊の牙（ハーブ〈ケント・ブロードハースト〉）
- 白と黒のナイフ（リチャード・ダフィン）
- 真実の瞬間（タヴェンナー議員）
- スター・ウォーズ エピソード4/新たなる希望（オーウェン・ラーズ〈フィル・ブラウン〉）※日本テレビ特別篇版
- スタートレックVI 未知の世界（大統領〈カートウッド・スミス〉）※ビデオ版
- スターフライト・ワン（フレディ・バレット〈テリー・カイザー〉）
- スナイパー/狙撃（クライン〈コンラッド・ダン〉）※ビデオ版
- ゼイリブ（父親〈ジェイソン・ロバーズ・Jr〉）
- セルラー（ボブ巡査部長〈ウィリアム・H・メイシー〉）※テレビ朝日版
- ソフィーの世界（ロッコ）
- ダーククリスタル ※NHK-BS版
- ターミナル・ベロシティ（チャック〈ランス・ハワード〉、ノーブル〈メルヴィン・ヴァン・ピーブルズ〉）※テレビ朝日版
- 大統領の条件（エリオット・マクスウェイン〈ウィリアム・ディヴェイン〉）
- タイム・ガーディアン（ラファーティ保安官〈ジム・ホルト〉）※ビデオ版
- タイムボンバー（ミスター・グレー）※ビデオ版
- 太陽の雫（晩年のグスタフ〈ジョン・ネヴィル〉）
- ダニエル・スティール/ある愛のかたち（小児科医〈マイケル・ラスキン〉）
- チャンピオン 明日へのタイトルマッチ（パディ・オフラナガン〈デイビッド・ケリー〉）
- 追跡者（ラム外交保安局局長〈パトリック・マラハイド〉）※ソフト版
- ツイン・ドラゴン（医者〈ラウ・カーリョン〉、タン〈チュウ・ヤン〉）※テレビ朝日版
- D3 マイティ・ダックス 飛べないアヒル3（バックリー学長〈デヴィッド・セルビー〉）
- ディスクロージャー（フィル・ブラックバーン〈ディラン・ベイカー〉）※ソフト版
- ティファニーで朝食を（ドク・ゴライトリー〈バディ・イブセン〉）※ソフト版
- デス・ハント（ハンク・タッカー〈スコット・ハイランズ〉、W・W・ダグラス）
- 天才マックスの世界（ハーマン・ブルーム〈ビル・マーレイ〉）
- 天と地（パパ〈ハイン・S・ニョール〉）
- 逃亡者（フレデリック・サイクス〈アンドレアス・カツーラス〉）※ソフト版、（ロゼッティ）※テレビ朝日版
- トスカーナの休日（ニーノ、アパートの管理人〈ジャック・ケーラー〉）
- ドラキュラ（Mr.ホーキンス〈ジェイ・ロビンソン〉）※旧ソフト版
- ドロップ・ゾーン（リーディー〈マイケル・ジェッター〉）※テレビ朝日版
- 永遠のワルツ/白い犬とワルツを（ハーマン・モリス）
- ナビゲイター（カー医師〈ジョナサン・サンガー〉）※日本テレビ版
- のるかそるか（ヴァイブス）※ビデオ版
- ハーヴィ/裸のウサギを持つ男（ギャフニー判事〈ウィリアム・シャラート〉）
- ハードネス（ヘンリックス警部）※テレビ東京版
- ハイスクール白書 優等生ギャルに気をつけろ!（ウォルター・ヘンドリックス校長〈フィル・リーヴス〉）
- ハイドロスフィア（ショーン・マードック船長〈マルコム・マクダウェル〉）
- バック・トゥ・ザ・フューチャー PART3（チェスター〈マット・クラーク〉）※日本テレビ版
- 初恋物語（アレックス・ピーターソン〈クリストファー・コネリー〉）※讀賣テレビ版
- バットマン（ハロルド、ロッテリ）※ソフト版
- バットマン リターンズ（ピエロ〈ブランスコム・リッチモンド〉）※ソフト版
- バットマン & ロビン Mr.フリーズの逆襲（ジェイソン・ウッドルー博士〈ジョン・グローヴァー〉）※テレビ朝日版
- バッファロー・ガールズ（バッファロー・ビル・コーディ〈ピーター・コヨーテ〉）※ソフト版
- ハムナプトラ/失われた砂漠の都（カイロ刑務所所長〈オミッド・ジャリリ〉）※日本テレビ版
- ハメット
- ピースメーカー（デューサン・ガヴリック〈マーセル・ユーレス〉）※ソフト版
- ヒーロー/靴をなくした天使（ディーク〈チェビー・チェイス〉）※ソフト版、（ジェームズ・ウォレス〈スティーヴン・トボロウスキー〉）※日本テレビ版
- ピノッキオ（メドーロ 〈ミーノ・ベレイ〉）
- 秘密の花園（ベン・ウェザースタッフ〈ウォルター・スパロウ〉）
- 昼下りの情事（クロード・シャッバス〈モーリス・シュヴァリエ〉）※DVD版
- ファースト・ワイフ・クラブ（モートン・カッシュマン〈ダン・ヘダヤ〉）
- ファイナルカウントダウン ※テレビ朝日版
- ファントム（ティモシー・フライト〈ピーター・オトゥール〉）
- フィールド・オブ・ドリームス（PTA）※日本テレビ版
- フォーリング・ダウン（ヤードリー署長〈レイモンド・J・バリー〉）※テレビ朝日版
- ブラウンズ・レクイエム（ソリー・K〈ハロルド・グールド〉）
- ブラックピューマ（カリル首相〈サッソン・ガーベイ〉）
- フラッシュ・ゴードン（操縦士）※テレビ朝日版
- フランケンシュタインの復活（怪物〈ボリス・カーロフ〉）
- フランケンシュタインの館（ニーマン博士〈ボリス・カーロフ〉）
- フランティック ※テレビ朝日版
- ブレイド2（ウィスラー〈クリス・クリストファーソン〉）※ソフト版
- ブレイド3（ウィスラー〈クリス・クリストファーソン〉）※ソフト版
- フレンチ・ノアール/真実と裏切りの掟（ジャン・コタール〈ピエール・アルディティ〉）※ビデオ版
- ペイバック（アーサー・ステグマン〈デヴィッド・ペイマー〉）※ソフト版
- ペインテッド・デザート タフ劇場版（ステイシー〈チャールズ・ガニング〉）
- ヘルボーイ（トレヴァー・ブルーム・ブルッテンホルム教授〈ジョン・ハート〉）
- ヘルボーイ/ゴールデン・アーミー（トレヴァー・ブルーム・ブルッテンホルム教授）
- ベルボーイ狂騒曲/ベニスで死にそ〜（ホテルマネージャー〈ジョン・グリロ〉）
- ペンタグラム/悪魔の烙印（グライムズ警部補〈カーメン・アルジェンツィアノ〉）※ビデオ版
- ホーム・アローン3（タクシー運転手[9]）※日本テレビ版
- ポストマン（ブリスコー〈ダニエル・フォン・バーゲン〉）※ソフト版
- ホット・ネイビー/カリブ海イケイケ大作戦（ウォーレス・B・ビンガントン大佐〈ディーン・ストックウェル〉）
- ポリス・ストーリー3（将軍）
- ホワイトアウト（Dr.ジョン・フューリー〈トム・スケリット〉）
- マイク・ザ・ウィザード（社長）
- マイ・プライベート・アイダホ（ジャック・フェイヴァー）
- マイ・ライフ（ホー〈ハイン・S・ニョール〉）※ソフト版
- マイ・ルーム（ボブ〈ダン・ヘダヤ〉）
- ミート・ザ・フィーブル 怒りのヒポポタマス（セバスチャン）
- 未知との遭遇（プロジェクトリーダー〈J・パトリック・マクナマラ〉）※テレビ朝日新録版
- ミレニアム/1000年紀（アーノルド・メイヤー教授〈ダニエル・J・トラヴァンティ〉）
- モリー先生との火曜日（ウォルター〈ジョン・キャロル・リンチ〉）
- 夢を生きた男/ザ・ベーブ（ハリー〈ピーター・ドゥナット〉）※ソフト版
- ライオンと呼ばれた男（神父）
- ライラの冒険 黄金の羅針盤（リー・コーズビー〈サム・エリオット〉）※テレビ朝日版
- ラスト・スクリーム（フランケ〈ロバート・F・ライオンズ〉）
- ラストマン・スタンディング（エド・ガルト保安官〈ブルース・ダーン〉）※テレビ朝日版
- ラピッド・ファイアー（アントニオ・セラノ〈ニック・マンキューゾ〉）※ソフト版
- ランボー/怒りの脱出（バンクス）※テレビ朝日版
- リーサル・ウェポン4（ホン〈エディ・コー〉）※日本テレビ版
- リッチー・リッチ 夢のマシンをとりもどせ!（キーンビーン教授 〈ユージン・レヴィ〉）
- リトル・ヴォイス（ジョージ〈フィリップ・ジャクソン〉）
- レジェンド・オブ・フォール/果てしなき想い（ウィリアム〈アンソニー・ホプキンス〉）※旧ソフト版
- レッドクリフ（曹洪）
- レッドブル（ストリーク〈ブライオン・ジェームズ〉）※ビデオ版
- レネゲイズ（デニー・ランサム〈ピーター・マクニール〉）※ビデオ版
- ロード・オブ・イリュージョン（ヴァレンティン）
- ローマの休日（アーヴィング〈エディ・アルバート〉）※フジテレビ新録版
- ろう人形館の怪奇殺人（クロード・デュプレ〈ジョン・キャラダイン〉）
- ロスト・メモリーズ（高橋〈シン・グ〉）
- ロボコップ3（モレノ〈ダニエル・フォン・バーゲン〉）※テレビ朝日版
- ロミオ・マスト・ダイ（チュー・シン〈ヘンリー・オー〉）※テレビ朝日版
- ロンリー・ブラッド（ブラッドフォード〈クリストファー・ウォーケン〉）
- 私の頭の中の消しゴム（イ医学博士〈クォン・ビョンギル〉）※ソフト版

#### ドラマ
- アガサ・クリスティー ミス・マープル 無実はさいなむ（リオ・アーガイル〈デニス・ローソン〉）
- アリー my Love
- ER緊急救命室
  - シーズン2（ニール・バーンスタイン〈デヴィッド・スピルバーグ〉）
  - シーズン13（マイク・ゲイツ〈ステイシー・キーチ〉）
- NCIS: ニューオーリンズ シーズン2（デヴィッド・ピーターソン元陸軍大佐〈ジュード・チコレッラ〉）
- F.B.EYE!! 相棒犬リーと女性捜査官スーの感動!事件簿（スーの父）
- 宮廷女官チャングムの誓い（テソホン）
- クリミナル・マインド FBI行動分析課（ランドール・ガーナー〈チャールズ・ヘイド〉）
- クリミナル・マインド 特命捜査班レッドセル（レナード・キーン）
- 刑事フォイル（オーブリー・スチュアート）
- 孔子
- ザ・シークレット・エージェント3（アンリ・ルコック）
- 三国志演義（賈充）
- シャーロック・ホームズの冒険
  - プライオリ・スクール（エイベリング先生）
  - 赤い輪（ウォレン）
- 修道士カドフェル（カドフェル〈デレク・ジャコビ〉）
- 新・刑事コロンボ 復讐を抱いて眠れ（エリック・プリンス〈パトリック・マクグーハン〉）※WOWOW版
- 新スタートレック
  - DNA（タガート〈J・パトリック・マクナマラ〉）
  - 英雄症候群（サレク〈マーク・レナード〉）
  - 潜入!ロミュラン帝国（クリム・ドカーチン〈グラハム・ジャービス〉）
  - インターフェイス救出作戦（エドワード・ラフォージ〈ベン・ヴェリーン〉）
- スティーヴン・キングのキングダム・ホスピタル（ジェームズ医師〈エド・ベグリー・ジュニア〉）
- スティーヴン・キングのランゴリアーズ（ルディ・ワーウィック）※NHK版
- 第一容疑者2（トニー・マディマン）
- 第一容疑者3（ジェイク・ハンター、デヴィッド・ライアル警部）
- 第一容疑者4 消えた幼児（マイケル・カーナン）
- 第一容疑者5 死のゲーム（マイケル・カーナン）
- 第一容疑者6 死者の香水（マイケル・カーナン）
- タイムマシーンにお願い シーズン2 #7（バート〈ラス・タンブリン〉）
- 天才少年ドギー・ハウザー（キャンフィールド院長〈ローレンス・プレスマン〉）
- ドラマ 東京裁判（エリマ・ハーベー・ノースクラフト判事〈ジュリアン・ワダム〉）
- ナース・ジャッキー4（ディック・バビット〈ジョエル・グレイ〉）
- ハウス・オブ・カード 野望の階段（ジム・マシューズ〈ダン・ジスキー〉）
- HAWAII FIVE-0（デヴィッド・トリヤマ〈ジェームズ・サイトウ〉）
- ふたりは最高!ダーマ&グレッグ
  - シーズン4 #15（ブレント）
  - シーズン5 #13（エド・ベグリー・ジュニア）
- ブルーブラッド 〜NYPD家族の絆〜 シーズン2（コニー）
- フルハウス シーズン8 #12（フランキー・ヴァリ）
- プロファイラー/犯罪心理分析官（ベイリー・マローン〈ロバート・デヴィ〉）
- 弁護士イーライのふしぎな日常（デヴィッド・グリーン〈リチャード・シフ〉）
- BONES
  - シーズン7 #11（ノーバート・モブリー〈ウィリアム・サンダーソン〉）
  - シーズン9 #15（スティーブン・フランク〈ジョン・ゲッツ〉）
- 魔術師 MERLIN（ガイアス）
- マペット放送局（モーイング）
- ミス・マープル ポケットにライ麦を（ニール警部〈トム・ウィルキンソン〉）
- 名探偵ポワロ ※NHK版
  - なぞの遺言書（ジョン・シダウェイ〈テレンス・ハーディマン〉）
  - もの言えぬ証人（ジョン・グレンジャー〈ジョナサン・ニュース〉）
  - ナイルに死す（ベスナー〈スティーヴ・ペンバートン〉）
- メントーズ（アルベルト・アインシュタイン〈エリオット・グールド〉）
- ロズウェル - 星の恋人たち（ナセド〈ジム・オルトリー〉）

#### アニメ
- ウォレスとグルミット 野菜畑で大ピンチ!（クレメント・ヘッジ司祭）
- カーズ/クロスロード（ジュニア・ムーン[10]）
- ギレルモ・デル・トロのピノッキオ（ゼペット）
- 斉藤由貴の星の王子様（点灯夫）
- スター・ウォーズ/クローン・ウォーズ（ケイシス、ファーザー）
- ピーター・コットンテール 幸せを運ぶウサギ（ウェリントン・B・バニー大佐）
- プレーンズ2/ファイアー&レスキュー（メーデー）
- ラチェット&クランク THE MOVIE（ドクター・ネファリウス[11]）
- ランゴ（ドク）

### ラジオドラマ
- 青春アドベンチャー know 〜知っている（道終常イチ）

### シリーズ一覧
1. ↑  『業』（2020年 - 2021年）、続編『卒』（2021年）